# Kamionka (powiat tucholski)
Kamionka – wieś borowiacka w Polsce położona w województwie kujawsko-pomorskim, w powiecie tucholskim, w gminie Śliwice na obszarze Borów Tucholskich.
| SIMC    | Nazwa    | Rodzaj      |
| ------- | -------- | ----------- |
| 0097531 | Kamionka | osada leśna |

W latach 1975–1998 miejscowość administracyjnie należała do województwa bydgoskiego.